# 데라마치 거리

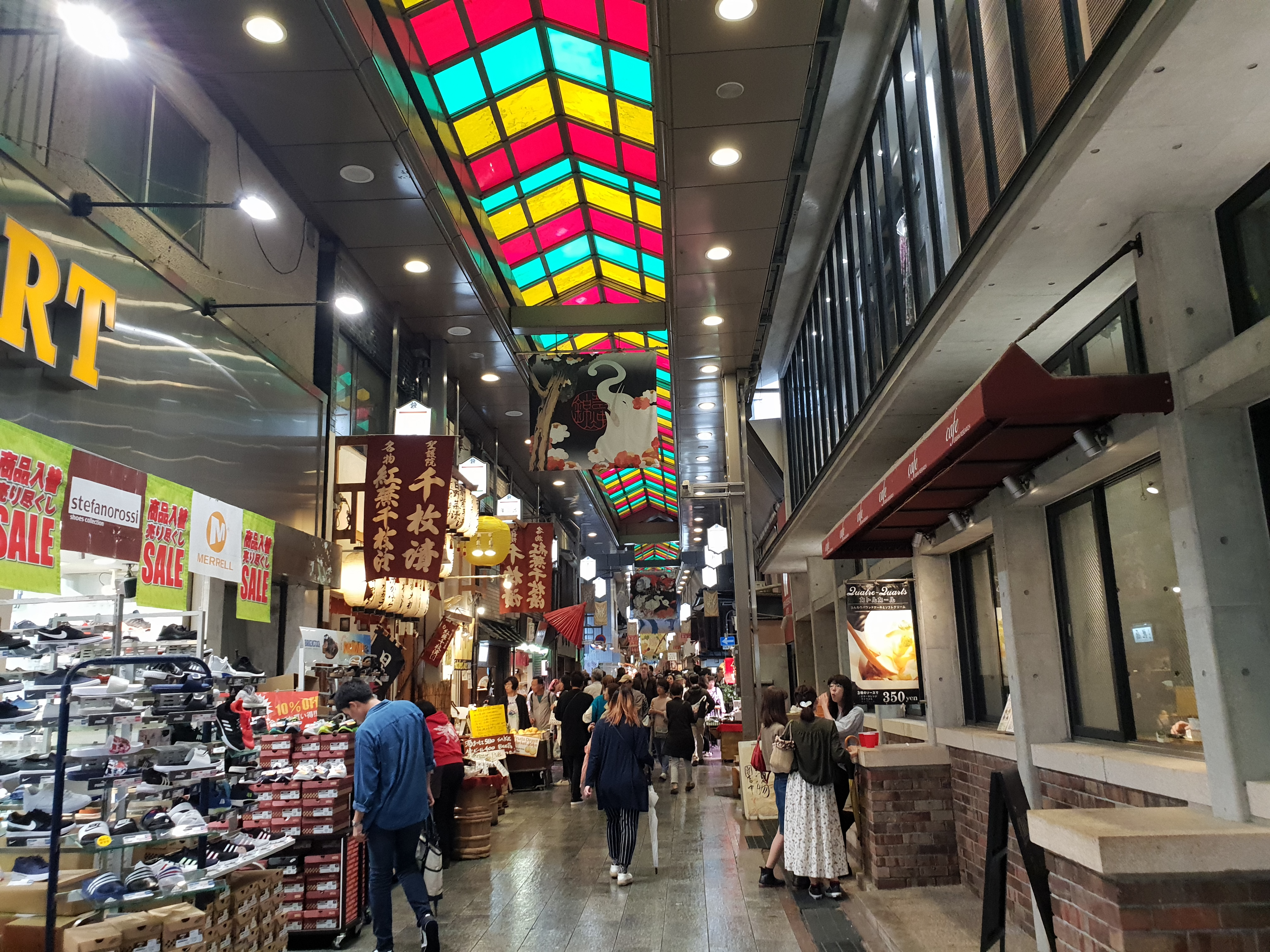
데라마치 거리

데라마치 거리(일본어: 寺町通, 데라마치도리)는 일본 교토에 위치한 거리로, 구라마구치 거리와 고조 거리를 남북으로 잇는다. 약 4.6km다.

## 현재
마루타마치 거리에서 니조 거리까지 이어지는 구간은 데라마치카이라고 불리며, 골동품 상점과 갤러리가 줄지어 있다. 오이케 거리에서 산조 거리까지의 구간은 아케이드 상가가 있는데 데라마치 쇼텐가이라고 불린다.